# Silent-Valley-Nationalpark
Der Silent-Valley-Nationalpark (Malayalam സൈലന്റ്‌വാലി ദേശീയോദ്യാനം) ist ein Nationalpark im Distrikt Palakkad im südindischen Bundesstaat Kerala. Er bildet eine wichtige Komponente des Nilgiri-Biosphärenreservates und beherbergt insbesondere Bestände von bedrohten Arten, wie Nilgiri-Tahr, Nilgiri-Langur und Bartaffe, die im Süden Indiens endemisch sind.

## Lage, Landschaft und Vegetation

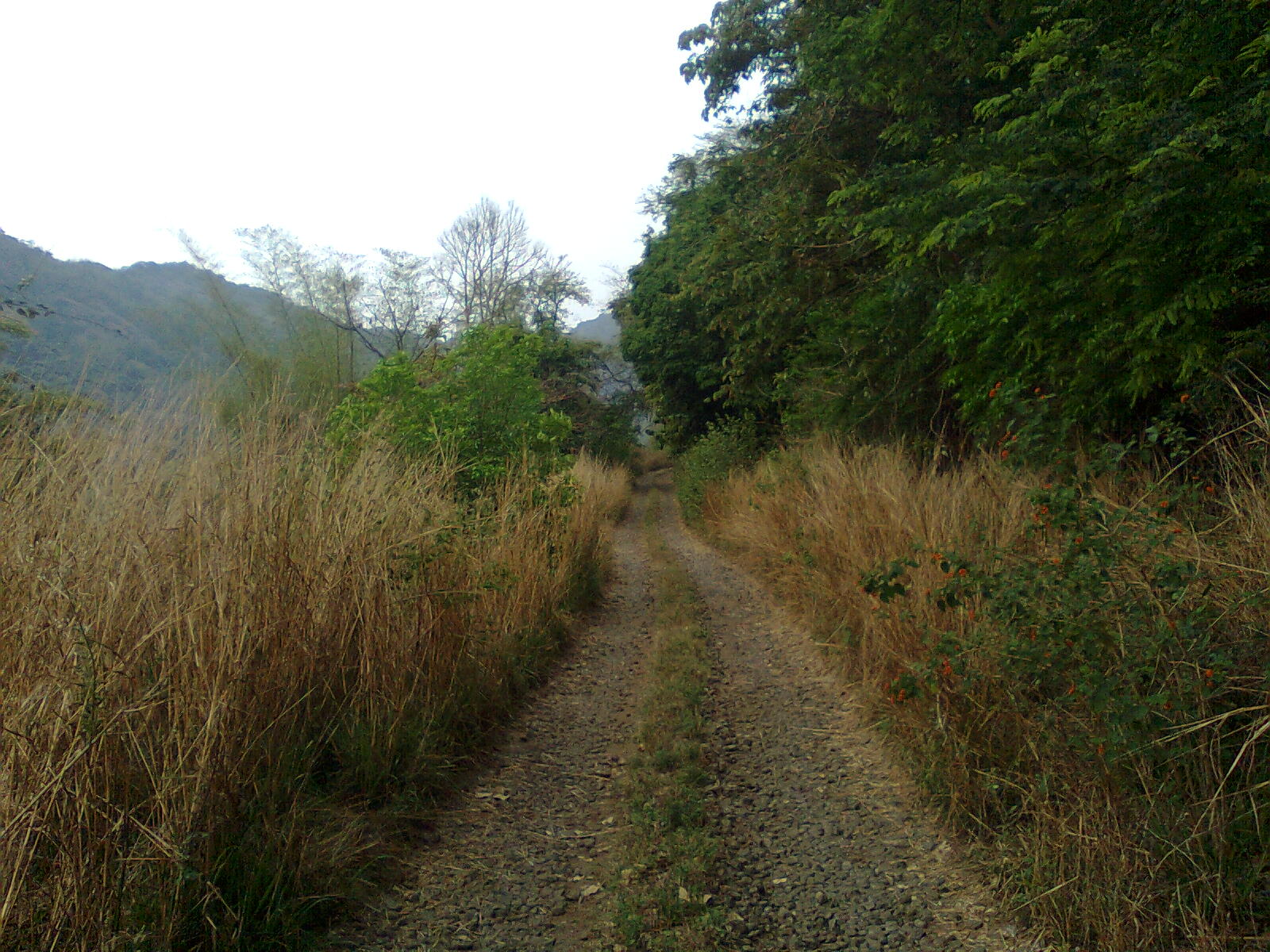
Vegetation im Silent-Valley-Nationalpark

Der Nationalpark liegt in den Nilgiri-Bergen im südindischen Bundesstaat Kerala. Das Gebiet des Nationalparks befindet sich im Distrikt Palakkad. Der Silent-Valley-Nationalpark grenzt im Norden an den Mukurthi-Nationalpark. Mit diesem und benachbarten Schutzgebieten, wie beispielsweise dem Mudumalai-Nationalpark, dem Bandipur-Nationalpark oder dem Nagarhole-Nationalpark bildet er das Nilgiri-Biosphärenreservat.
In den Hügeln im Nordosten des Nationalparks entspringt der Kunthipuzha, ein Nebenfluss des Bharathapuzha. Die Höhenlagen des Parks reichen von 658 bis 2.383 m. Das Gebiet ist tropisch-warm und regenreich. Die jährliche Niederschlagsmenge liegt bei etwa 6.000 mm. Die Jahresdurchschnittstemperatur liegt bei etwa 20 °C. Die Vegetation besteht daher vor allem aus immergrünen Pflanzen und ist mit 966 verschiedenen Arten sehr vielfältig.

## Geschichte
Schon in den 1920er Jahren, zur Zeit Britisch-Indiens, gab es Pläne, ein Wasserkraftwerk am Fluss Kunthipuzha zu errichten. Nach der Unabhängigkeit Indiens wurde 1958 ein Plan für ein 120 MW-Kraftwerk vorgelegt. Dagegen regten sich ökologische Bedenken. 1977 schlug das Waldforschungsinstitut Keralas (Kerala Forest Research Institute) die Einrichtung eines Biosphärenreservats im Silent Valley vor. Auch international wurden Einwände laut. Die IUCN verabschiedete auf ihrem Kongress in Aşgabat (Sowjetunion) 1978 eine Resolution, in der der Schutz der in ihrem Bestand bedrohten Bartaffen-Population im Silent Valley und im Distrikt Palakkad gefordert wurde. Der angesehene indische Ornithologe Salim Ali appellierte nach einem Besuch vor Ort an die verantwortlichen Politiker, das Wasserkraftwerksprojekt aufzugeben. Der Agrarwissenschaftler M. S. Swaminathan sprach sich für die Einrichtung eines Biosphären-Reservats in der Region aus. Im Jahr 1980 wies die indische Premierministerin Indira Gandhi die Regierung Keralas an, alle Arbeiten an dem Kraftwerksprojekt vorläufig einzustellen. Die Regierung Keralas erklärte daraufhin im Dezember 1980 das Gebiet des Silent Valleys zum Nationalpark, allerdings unter Ausschluss des Teilgebiets, wo das das Wasserkraftwerk errichtet werden sollte. Eine Kommission unter der Leitung M. G. K. Menons untersuchte im Regierungsauftrag die ökologischen Auswirkungen des Kraftwerksprojektes und legte dazu 1983 einen Bericht vor. Dieser Bericht führte letztlich dazu, dass das Kraftwerksprojekt ad acta gelegt wurde. Am 15. November 1984 wurden die ganzen Wälder des Silent Valley zu einem Nationalpark erklärt. Formell wurde der Nationalpark am 7. September 1985 durch Premierminister Rajiv Gandhi inauguriert. Am 1. September 1986 erfolgte die Integration des neuen Nationalparks in das Nilgiri-Biosphärenreservat. Am 11. Juni 2007 wurde zusätzlich eine Pufferzone von 148 km² um den Nationalpark eingerichtet.

## Tierwelt

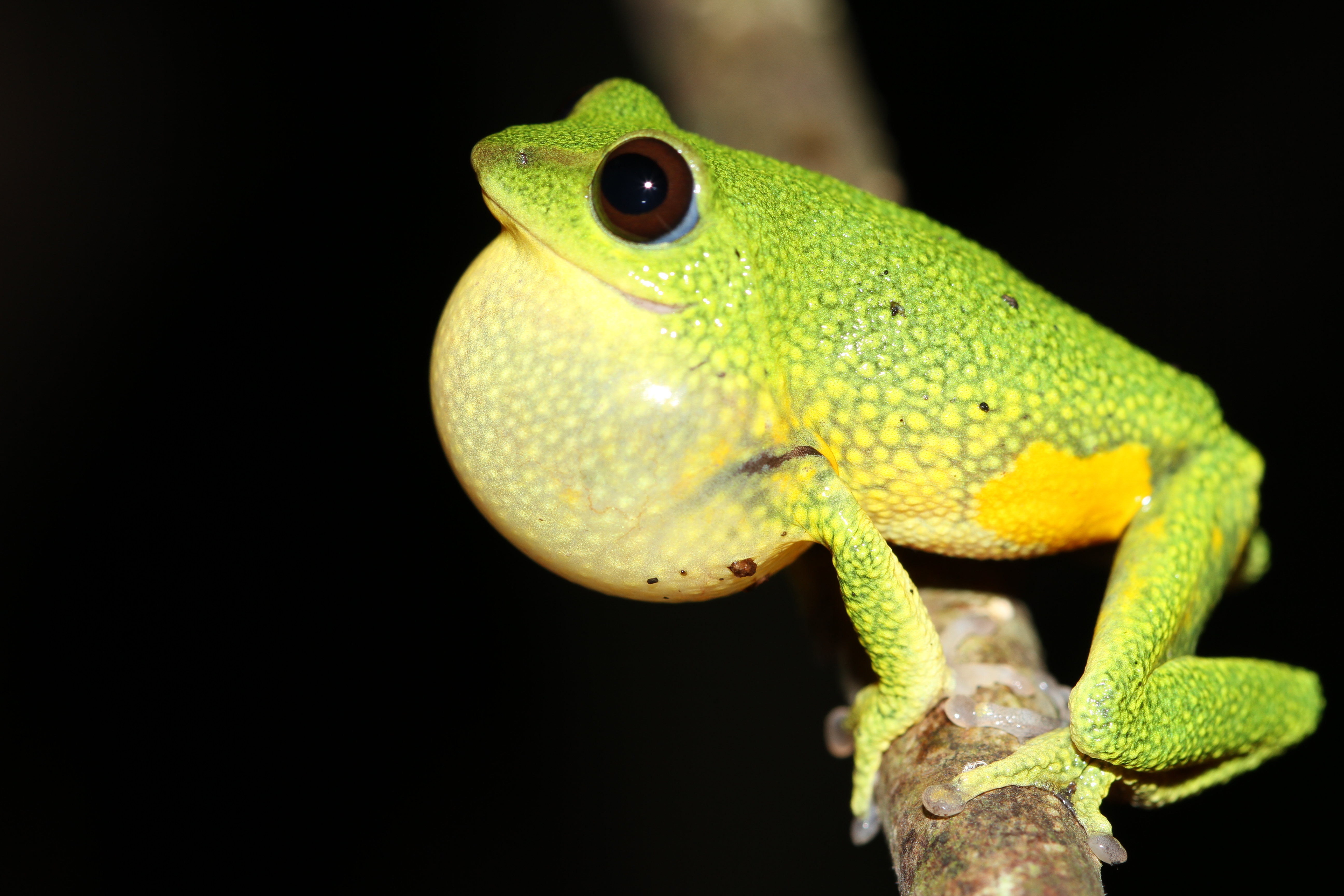
Raorchestes silentvalley

Der Nationalpark beherbergt eine kleine Population des bedrohten Nilgiri-Tahrs, der auf den Südwesten Indiens beschränkt ist. Die Gesamtpopulation im Nationalpark wird auf etwa 30 Tiere geschätzt. In benachbarten Schutzgebieten existieren ebenfalls kleine Populationen. Weitere bedrohte und für Südindien charakteristische Arten des Nationalparks sind der Indische Charsa-Marder, der Bartaffe und der Nilgiri-Langur. Eine Zählung in den Jahren 1993–1996 ergab einen Bestand von etwa 500 Nilgiri-Languren im Nationalparkgebiet.
Das Schutzgebiet beherbergt darüber hinaus 22 weitere große und mittelgroße Säugetierarten, darunter große Raubtiere wie Tiger, Leopard, Lippenbär und Asiatischer Wildhund. Unter den Leoparden finden sich auch schwarze Exemplare. Weiterhin kommen Asiatische Elefanten, Gaure, Sambarhirsche, Indische Muntjakhirsche, Fleckenkantschile, Wildschweine, Goldschakale, Rohrkatzen, Kleine Indische Zibetkatzen, Fleckenmusangs, Otter, Mangusten, Hutaffen, Stachelschweine und Riesenhörnchen vor.